# Ka'ba-i-Zartosht

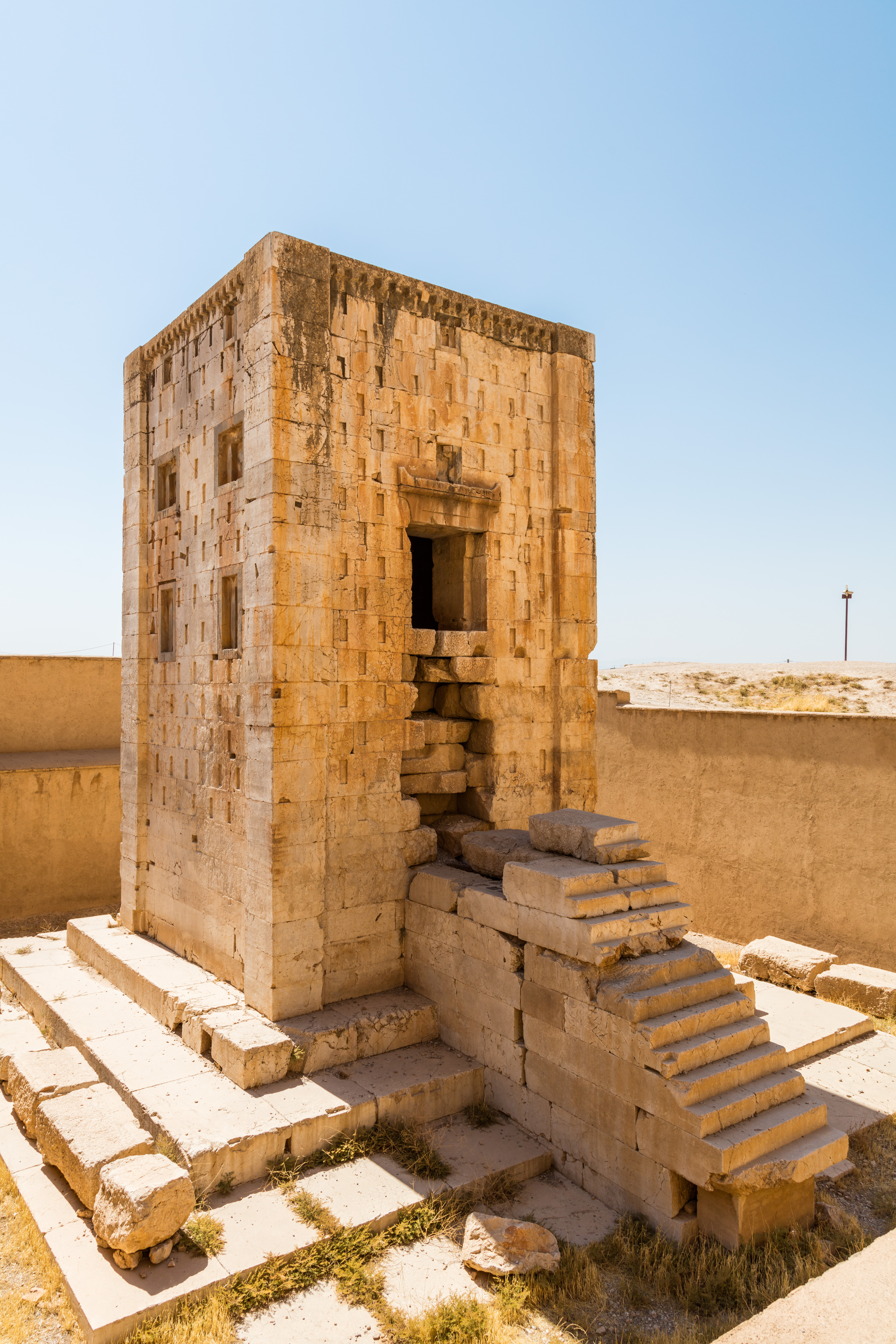
Ka'ba-i Zartosht.

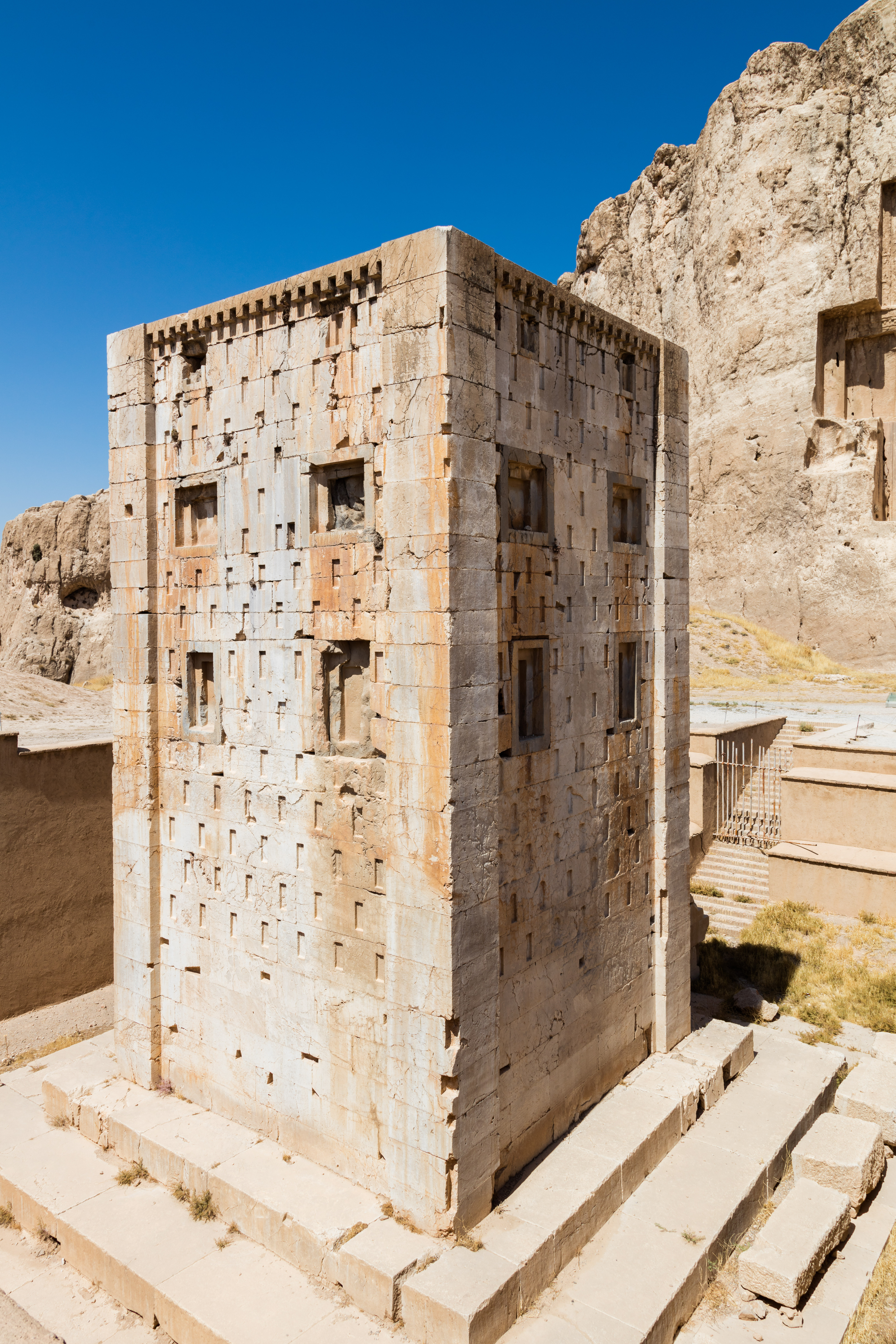
Vista posterior.

El Ka'ba-i Zartosht (en persa کعبه زرتشتalt: Kaba-i Zardusht, Kaba-ye Zardosht), que significa el "Cubo de Zoroastro", es un edificio probablemente de época aqueménida del siglo V a. C. en Naqsh-e Rostam, un sitio arqueológico justo al noroeste de Persépolis, Irán. Está situado en las proximidades de la ciudad de Shiraz, la capital de la provincia iraní de Fars.
La estructura, que es copia de un edificio de Pasargadas, fue construido hace 2500 años. En opinión de Frye "La intención era la misma [de la de su edificio hermano], es decir, construir una caja de seguridad para la parafernalia del reinado en las inmediaciones de Persépolis como había sido hecho en Pasargadas".  Es una torre de piedra que formaba parte de un conjunto más vasto construido en adobe, que no ha subsistido.
De una referencia en una inscripción en altares de fuego de época sasánida en el edificio ha sido inferido que la estructura fue una vez un altar de fuego, o quizás un monumento conmemorativo con una llama eterna a los emperadores, cuyas tumbas están ubicadas algunos metros más allá. Esto es, sin embargo, muy improbable dado que la falta de ventilación de costado habría ahogado enseguida la llama, y en todo caso, el escritor de la inscripción es poco probable que hubiera sabido el propósito del edificio siete siglos después de su construcción. 
Lo más posible es que fue una caja de seguridad o un tesoro para guardar Avesta, el libro sagrado de los zoroástricos. Eso se atestigua por la inscripción de Kartir, un sacerdote zoroastrico, en su pared.